# (25414) Cherkassky
Pour les articles homonymes, voir Cherkassky.
(25414) Cherkassky est un astéroïde de la ceinture principale d'astéroïdes.

## Description
(25414) Cherkassky est un astéroïde de la ceinture principale d'astéroïdes. Il fut découvert le 3 novembre 1999 à Socorro (Nouveau-Mexique) par le projet LINEAR. Il présente une orbite caractérisée par un demi-grand axe de 2,56 UA, une excentricité de 0,18 et une inclinaison de 4,6° par rapport à l'écliptique.

## Compléments